# Pagoda giapponese
La pagoda in Giappone è chiamata tō (塔?, lett. pagoda),  a volte buttō (仏塔?, lett. pagoda buddista) o tōba (塔婆?, lett. pagoda) e storicamente deriva dalla pagoda cinese, a sua volta un'interpretazione dell'indiano stupa.  Come lo stupa, le pagode erano originariamente usate come reliquiari ma in molti casi finirono per perdere questa funzione. Le pagode sono la quintessenza del buddismo e una componente importante nei complessi del tempio buddista giapponese ma, poiché fino alla legge di separazione tra Kami e Buddha del 1868, un santuario shintoista era normalmente anche un tempio buddista e viceversa, non sono rari nemmeno nei santuari. Il famoso Santuario di Itsukushima, per esempio, ne ha uno.
Dopo la Restaurazione Meiji la parola tō, un tempo usata esclusivamente in un contesto religioso, significava anche "torre" nel senso occidentale, come ad esempio per la Eiffel tower (エッフェル塔?, Efferu-tō).
Tra le molte forme della pagoda giapponese, alcune sono costruite in legno e sono conosciute collettivamente come mokutō (木塔?, lett. pagoda in legno), ma la maggior parte è scolpita nella pietra (sekitō (石塔?, lit. pagoda di pietra). Le pagode di legno sono grandi edifici con due piani (come la tahōtō (多宝塔?, lett. pagoda Tahō)) o un numero dispari di piani. Le pagode in legno esistenti con più di due piani ne hanno quasi sempre tre (e sono quindi chiamate sanjū-no-tō (三重塔?, lett. pagoda a tre piani)) o cinque (e sono chiamate gojū-no-tō (五重塔?, lett. pagoda a cinque piani). Le pagode in pietra sono quasi sempre piccole, di solito ben al di sotto dei 3 metri, e di solito non offrono spazi utilizzabili. Se hanno più di un piano, vengono chiamate tasōtō (多層塔?, lett. pagoda a più piani) o tajūtō (多重塔?, lett. pagoda a più piani).
Le dimensioni di una pagoda sono misurate in ken, dove un ken è l'intervallo tra due pilastri di un edificio in stile tradizionale. Un tahōtō per esempio può essere 5x5 ken o 3x3 ken. La parola viene solitamente tradotta in inglese come "bay" ed è meglio intesa come indicazione delle proporzioni che come unità di misura.

## Storia

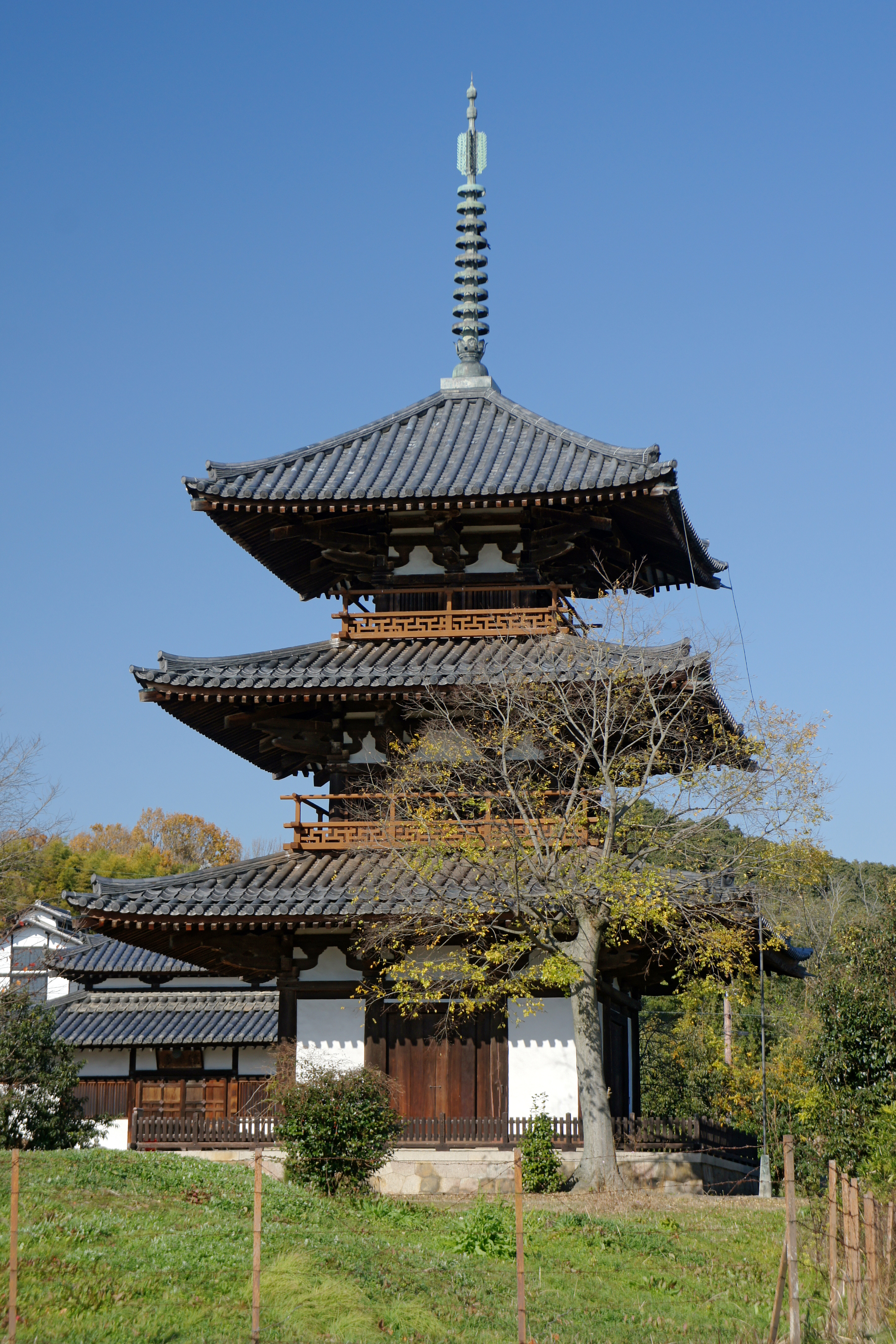
La più antica pagoda a tre piani di Tokyo a Hokki-ji, Ikaruga, prefettura di Nara. È stata costruita nel 706.

Lo stupa era in origine un semplice tumulo contenente le ceneri del Buddha che col tempo divenne più elaborato, mentre il suo pinnacolo cresceva proporzionalmente più grande. Dopo aver raggiunto la Cina, lo stupa incontrò la torre di guardia cinese e si sviluppò nella pagoda, una torre con un numero dispari di piani. Il suo uso si diffuse poi in Corea e, da lì, in Giappone. In seguito al suo arrivo in Giappone insieme al buddismo nel VI secolo, la pagoda divenne uno dei punti focali dei primi giapponesi garan. In Giappone si è evoluta per forma, dimensioni e funzionalità, perdendo infine il suo ruolo originario di reliquiario. È diventata anche estremamente comune, mentre nel continente asiatico è rara.
Con la nascita di nuove sette nei secoli successivi, la pagoda perse importanza e fu di conseguenza relegata ai margini del garan. I templi delle sette Jōdo hanno raramente una pagoda. Durante il periodo Kamakura la setta Zen arrivò in Giappone e i loro templi normalmente non includono una pagoda.
Le pagode in origine erano reliquie e non contenevano immagini sacre, ma in Giappone molte, ad esempio la pagoda a cinque piani del Hōryū-ji, custodiscono statue di varie divinità. Per consentire l'apertura di una stanza al piano terra e quindi creare uno spazio utilizzabile, l'asta centrale della pagoda, che originariamente toccava il suolo, era accorciata ai piani superiori, dove poggiava su travi di sostegno. In quella stanza sono custodite statue dei principali oggetti di culto del tempio. All'interno delle pagode di Shingon ci possono essere dipinti di divinità chiamate Shingon Hasso (真言八祖?); sul soffitto e sul corpo centrale ci possono essere decorazioni e dipinti.

### Stile ed evoluzione della struttura
Il bordo della gronda di una pagoda forma una linea retta, con ciascun bordo successivo più corto dell'altro. Maggiore è la differenza di lunghezza (un parametro chiamato teigen (逓減?, diminuzione graduale) in giapponese) tra i piani, più solida e sicura sembra essere la pagoda. Sia il teigen che il fastigio sono maggiori nelle pagode più vecchie, dando loro un senso di solidità. Viceversa, le pagode recenti tendono ad essere più ripide e hanno pinnacoli più corti, creando sagome più sottili.
Dal punto di vista strutturale, le vecchie pagode avevano una base di pietra (心礎?, shinso) oltre il quale si ergeva il pilastro principale (心柱?, shinbashira). Attorno a esso sarebbero stati eretti i pilastri di sostegno del primo piano, poi le travi che sostenevano le gronde e così via. Gli altri piani sarebbero stati costruiti sopra quello completato, e in cima al pilastro principale sarebbe stato finalmente inserito il fastigio. In epoche successive, tutte le strutture di supporto sarebbero state montate in una volta, e in seguito a loro furono fissate parti con una funzione più estetica.
Le prime pagode avevano un pilastro centrale che penetrava profondamente nel terreno. Con l'evoluzione delle tecniche architettoniche, è stato prima messo a riposo su una base di pietra a livello del suolo, poi è stato accorciato e messo a riposo su travi al secondo piano per consentire l'apertura di una stanza.
Il loro ruolo all'interno del tempio diminuì gradualmente mentre venivano sostituiti funzionalmente dalle sale principali (kondō). Originariamente il fulcro dello Shingon e del Tendai garan, furono spostati più tardi ai suoi bordi e infine abbandonati, in particolare dalle sette Zen, le ultime ad apparire in Giappone.

### Perdita di importanza della pagoda all'interno delgaran

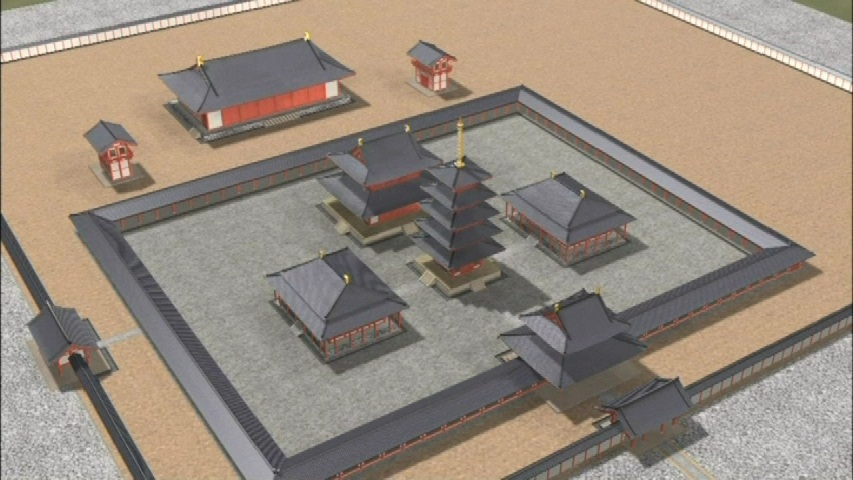
Una ricostruzione della struttura originale di Asuka-dera con al centro una pagoda

A causa delle reliquie che contenevano, le pagode di legno erano il fulcro del garan, i sette edifici considerati indispensabili per un tempio. A poco a poco hanno perso importanza e sono stati sostituiti dal kondō (sala dorata), a causa dei poteri magici che si ritiene falsamente trovino all'interno delle immagini ospitate nell'edificio. Questa perdita di status era così completa che le scuole Zen, arrivate in ritardo in Giappone dalla Cina, normalmente non hanno alcuna pagoda nel loro garan. La disposizione dei quattro templi illustra chiaramente questa tendenza: essi sono in ordine cronologico Asuka-dera, Shitennō-ji, Hōryū-ji, e Yakushi-ji. Nel primo, la pagoda era al centro del garan circondata da tre piccoli kondō (vedi la ricostruzione della disposizione originale del tempio). Nel secondo, un singolo kondō è al centro del tempio e la pagoda si trova di fronte ad esso. Nel Hōryū-ji, sono uno accanto all'altro. Il Yakushi-ji ha un singolo, grande kondō al centro con due pagode ai lati. La stessa evoluzione può essere osservata nei templi buddisti in Cina.

## Le pagode in pietra

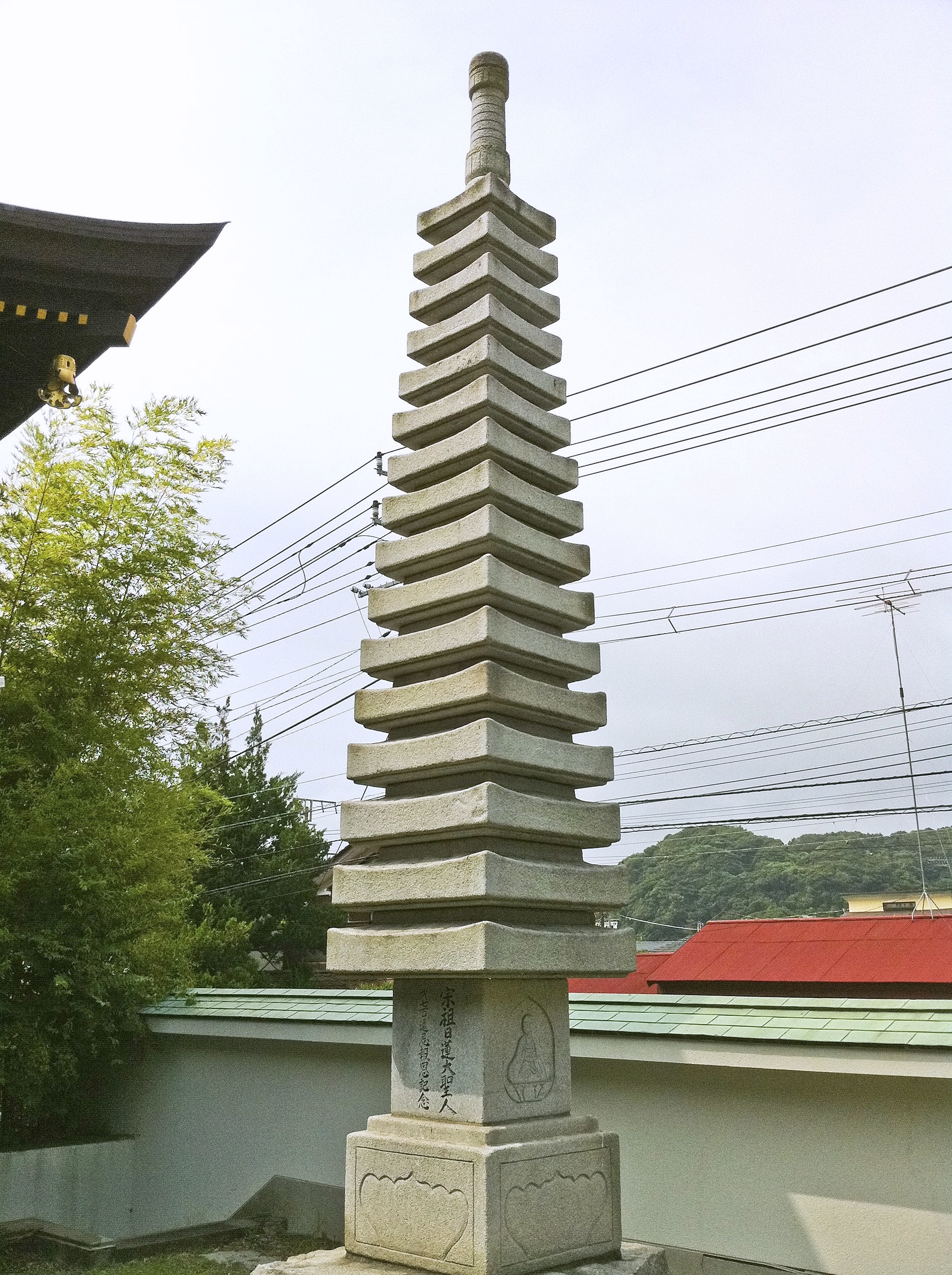
Una rara pagoda in pietra di 16 piani a Chōshō-ji a Kamakura

Le pagode in pietra (sekitō) sono solitamente fatte di materiali come l'apatite o il granito, sono molto più piccole di quelle di legno e sono finemente scolpite. Spesso portano iscrizioni in sanscrito, figurine buddiste e date del calendario lunare giapponese nengō. Come quelli di legno, sono per lo più classificabili sulla base del numero di storie come tasōtō o hōtō, ma ci sono tuttavia alcuni stili quasi mai visti in legno, vale a dire il gorintō, il muhōtō, l'hōkyōintō e il kasatōba.

### Tasōtōotajūtō
Con alcune eccezioni molto rare, tasōtō (chiamato anche tajūtō, 多層塔) ha un numero dispari di storie, normalmente comprese fra tre e tredici. Solitamente sono alte meno di tre metri, ma a volte possono essere molto più alti. La più alta ancora esistente è una pagoda di 13 piani ad Hannya-ji a Nara, che è di 14.12 m. Spesso sono dedicati al Buddha e non offrono spazi utilizzabili, ma alcune hanno un piccolo spazio al cui interno è conservata un'immagine sacra. Nel più antico esemplare esistente, mentre il bordo di ogni piano è parallelo al terreno, ogni piano successivo è più piccolo, risultando una forma fortemente inclinata. I tasōtō più moderni tendono ad avere una forma meno pronunciata.

### Hōtō

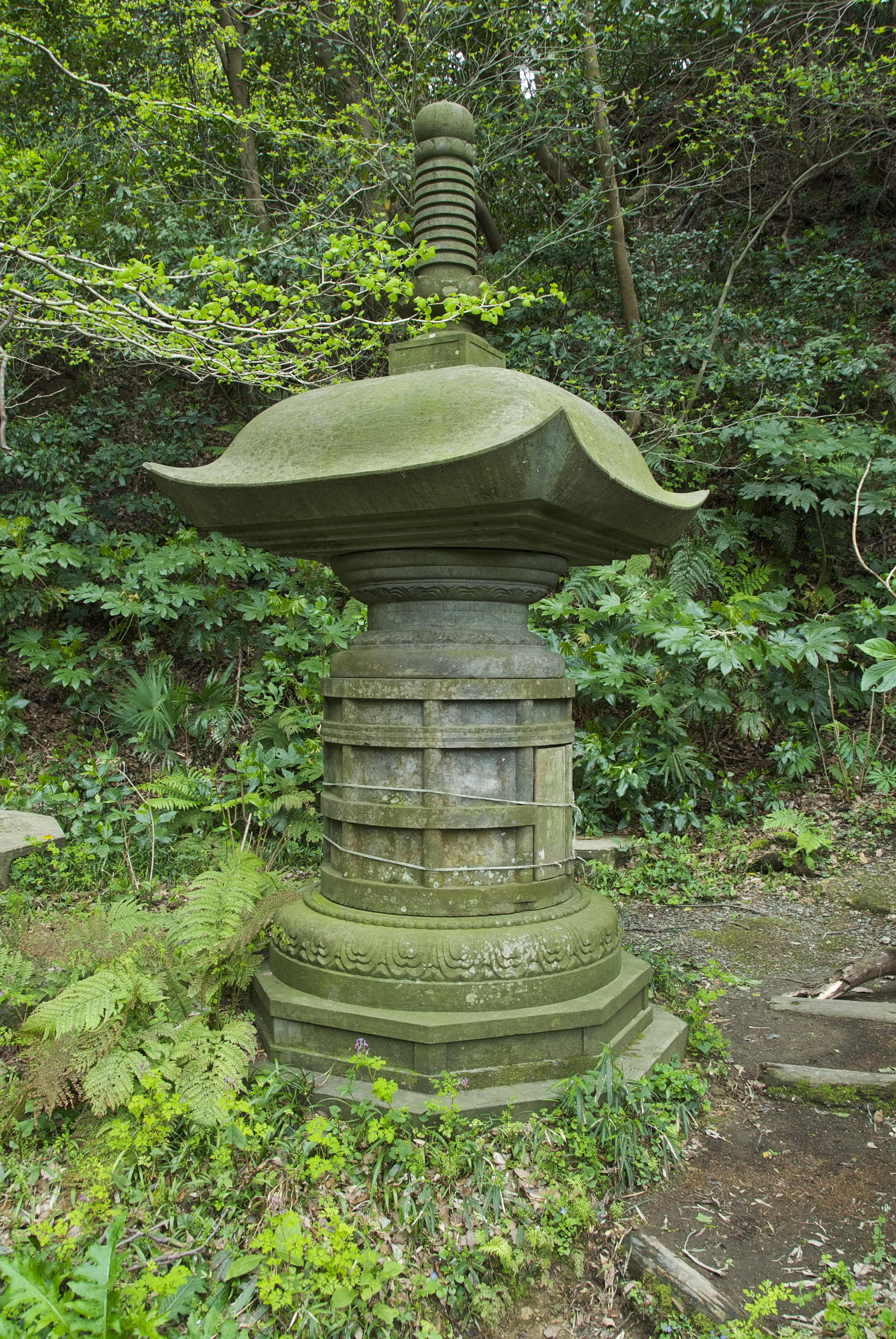
Un hōtō a Ankokuron-ji

A hōtō (宝塔?, lett. stupa gioiello) è una pagoda composta da quattro parti: una bassa pietra di fondazione, un corpo cilindrico con una cima arrotondata, un tetto a quattro lati e un pinnacolo. A differenza del tahōtō che è simile (vedi la sezione sotto) non ha un tetto a falda (mokoshi) intorno al suo nucleo circolare. Come il tahōtō prende il nome dalla divinità buddista Tahō Nyorai. L'hōtō nacque durante il primo periodo Heian, quando le sette Tendai e Shingon arrivarono per la prima volta in Giappone. Infatti, poiché non esiste nel continente asiatico, si ritiene che sia stato inventato in Giappone.
Esisteva un hōtō a grandezza naturale, ma quasi solo quelli in miniatura sopravvivono, normalmente fatti di pietra e/o metallo.

### Gorintō

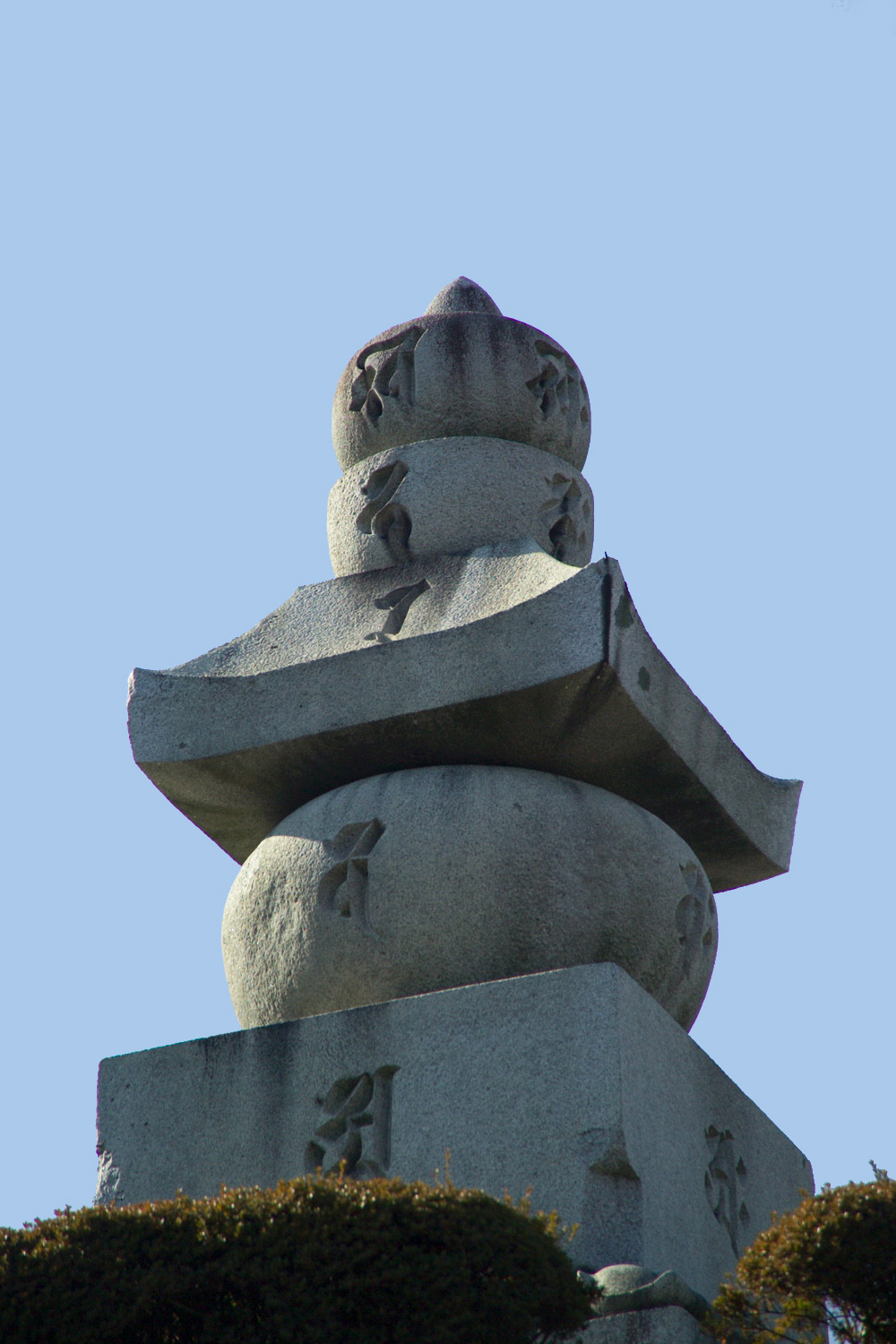
Un gorintō

Il gorintō (五輪塔?, lett. torre dai cinque anelli) è una pagoda che si trova quasi solo in Giappone e si ritiene sia stata prima adottata dalle sette Shingon e Tendai durante il medio periodo Heian.  È usato come una lapide o come un cenotafio, ed è quindi una vista comune nei templi buddisti e nei cimiteri. È anche chiamato gorinsotōba (五輪卒塔婆?) ("stupa a cinque anelli") o goringedatsu (五輪解脱?), dove il termine sotoba è una traslitterazione della parola sanscrita stupa.
In tutte le sue varianti, il gorintō è costituito da cinque blocchi (anche se a volte questo numero può essere difficile da rilevare), ognuno con una delle cinque forme che simboleggiano i Cinque Elementi che si ritiene siano i mattoni fondamentali della realtà: terra (cubo), acqua (sfera), fuoco (piramide), aria (mezzaluna) ed etere, energia o vuoto (loto). Gli ultimi due anelli (aria ed etere) sono visivamente e concettualmente uniti in un unico sottogruppo.

### Hōkyōintō

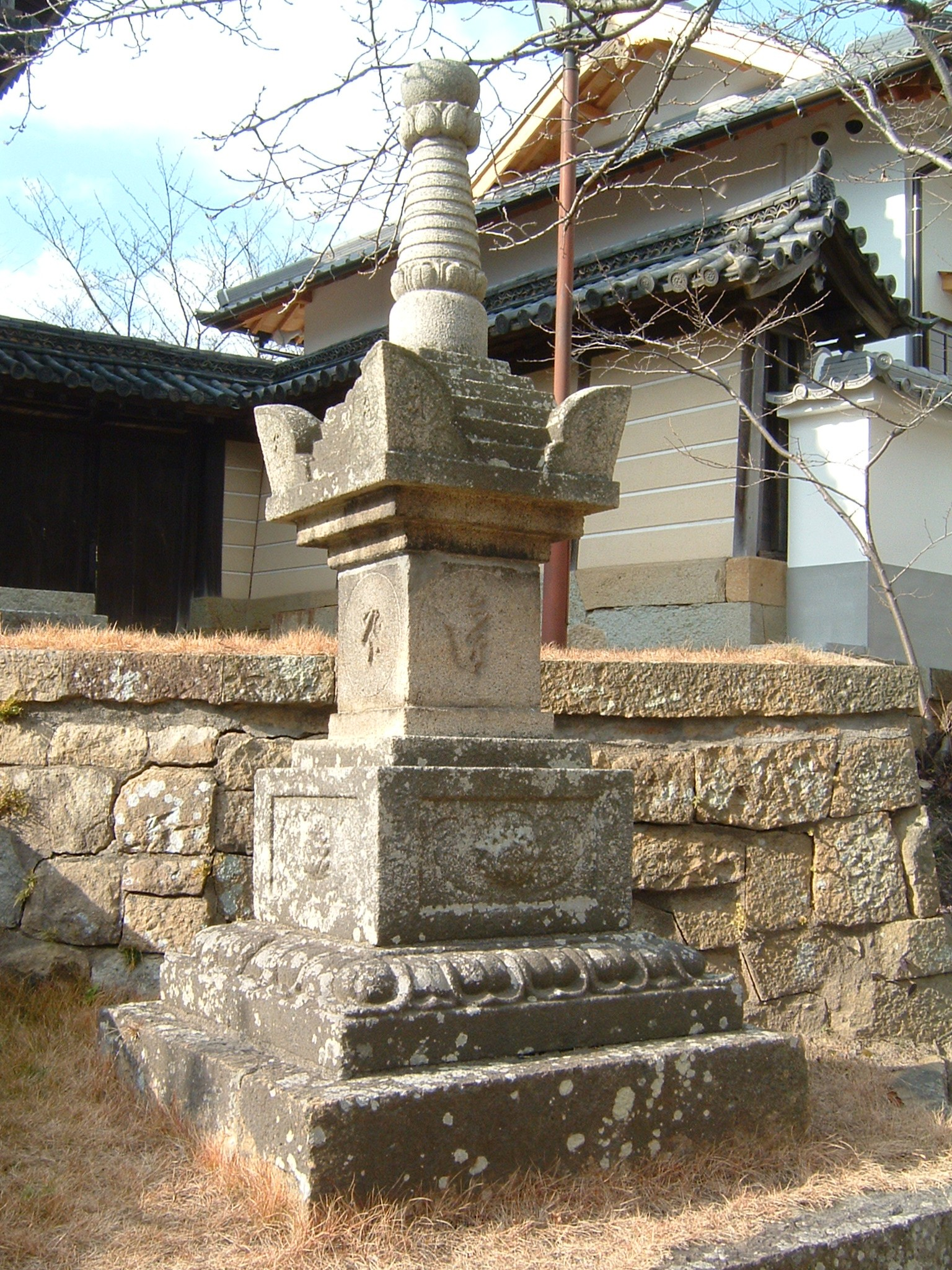
Un hōkyōintō

Il hōkyōintō (宝篋印塔?) è una grande pagoda in pietra così chiamata perché inizialmente conteneva il Hōkyōin (宝篋印?) Dhāraṇī (陀羅尼?) sūtra. In origine era usato come cenotafio per il re di Wuyue - Qian Liu in Cina.
Si ritiene che la tradizione del hōkyōintō in Giappone sia iniziata durante il periodo Asuka (550–710). Erano fatti di legno e cominciarono a essere costruiti in pietra solo durante il periodo Kamakura. È anche durante questo periodo che iniziarono ad essere usati come pietre tombali e cenotafi.  Il hōkyōintō ha iniziato a essere costruito nella sua forma attuale durante il periodo Kamakura. Come un gorintō, è diviso in cinque sezioni principali che rappresentano i cinque elementi della cosmologia giapponese. Il sūtra che a volte nasconde contiene tutte le opere pie di un Buddha Tathāgata, e i fedeli credono che, pregando davanti all'hōkyōintō, i loro peccati saranno cancellati, durante la loro vita saranno protetti dai disastri e dopo la morte andranno in paradiso.

### Muhōtōorantō

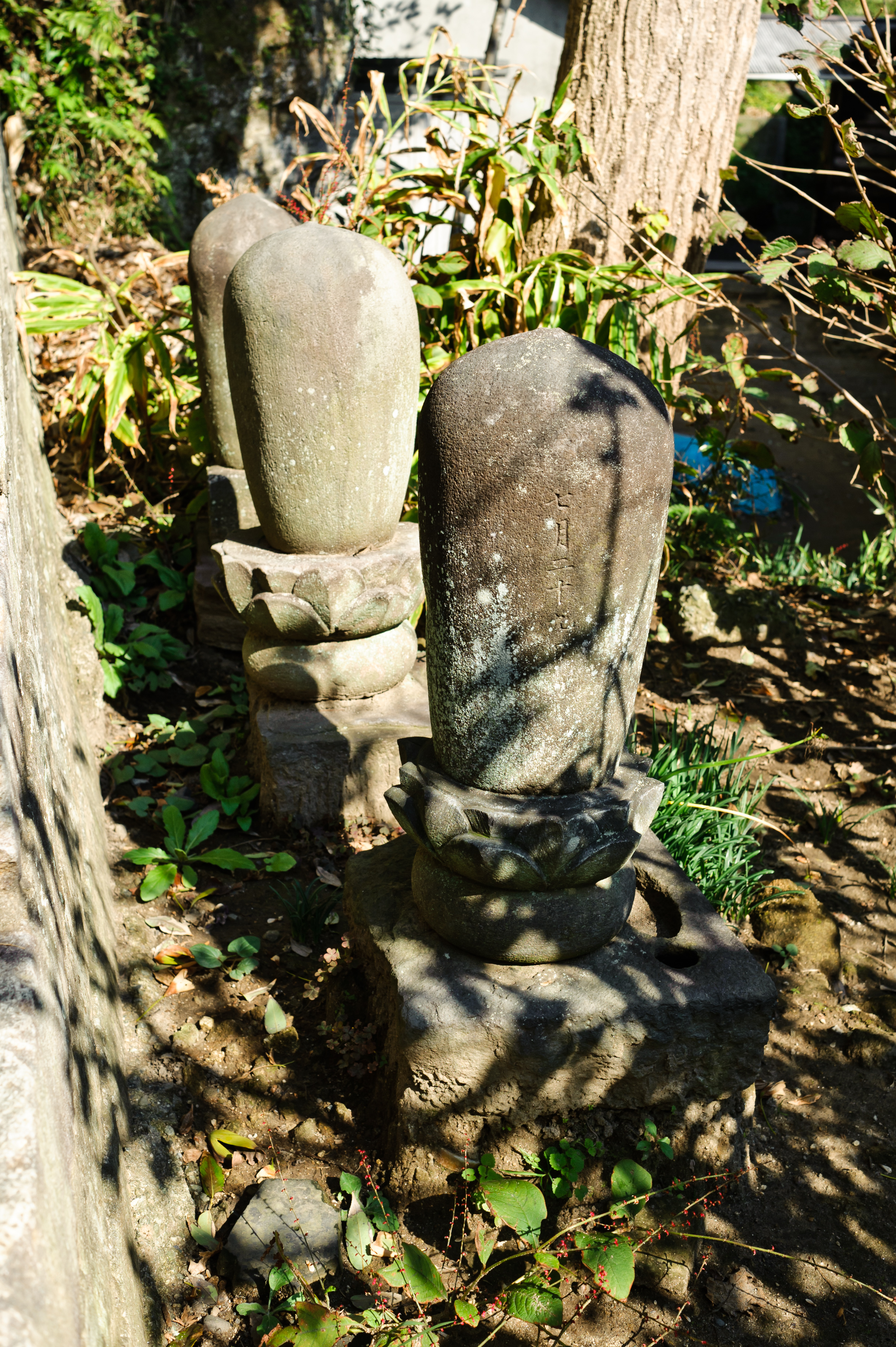
Un muhōtō

Il muhōtō (無縫塔?, lett. nessuna torre a punta) o rantō (卵塔?, lett. torre a uovo) è una pagoda che di solito segna la tomba di un prete buddista. Inizialmente era utilizzata solo dalle scuole Zen, ma in seguito è stata adottata anche dagli altri. La sua caratteristica parte superiore a forma di uovo dovrebbe essere un simbolo fallico.

### Kasatōba
Un kasatōba (笠塔婆?, stupa ad ombrello) è semplicemente un palo di pietra quadrato posto su una base quadrata e coperto da un tetto piramidale. Sopra il tetto vi stanno una pietra a forma di ciotola e una pietra a forma di loto. L'asta può essere scolpita con parole in sanscrito o immagini a basso rilievo di divinità buddiste. All'interno del pozzo ci possono essere ruote di pietra che permettono ai fedeli di girare intorno allo stupa mentre pregano come con una ruota della preghiera.

### Sōrintō
Il sōrintō (相輪橖?) è un tipo di piccola pagoda costituita solo da un palo e un sōrin.

## Pagoda in legno

### Tasōtō

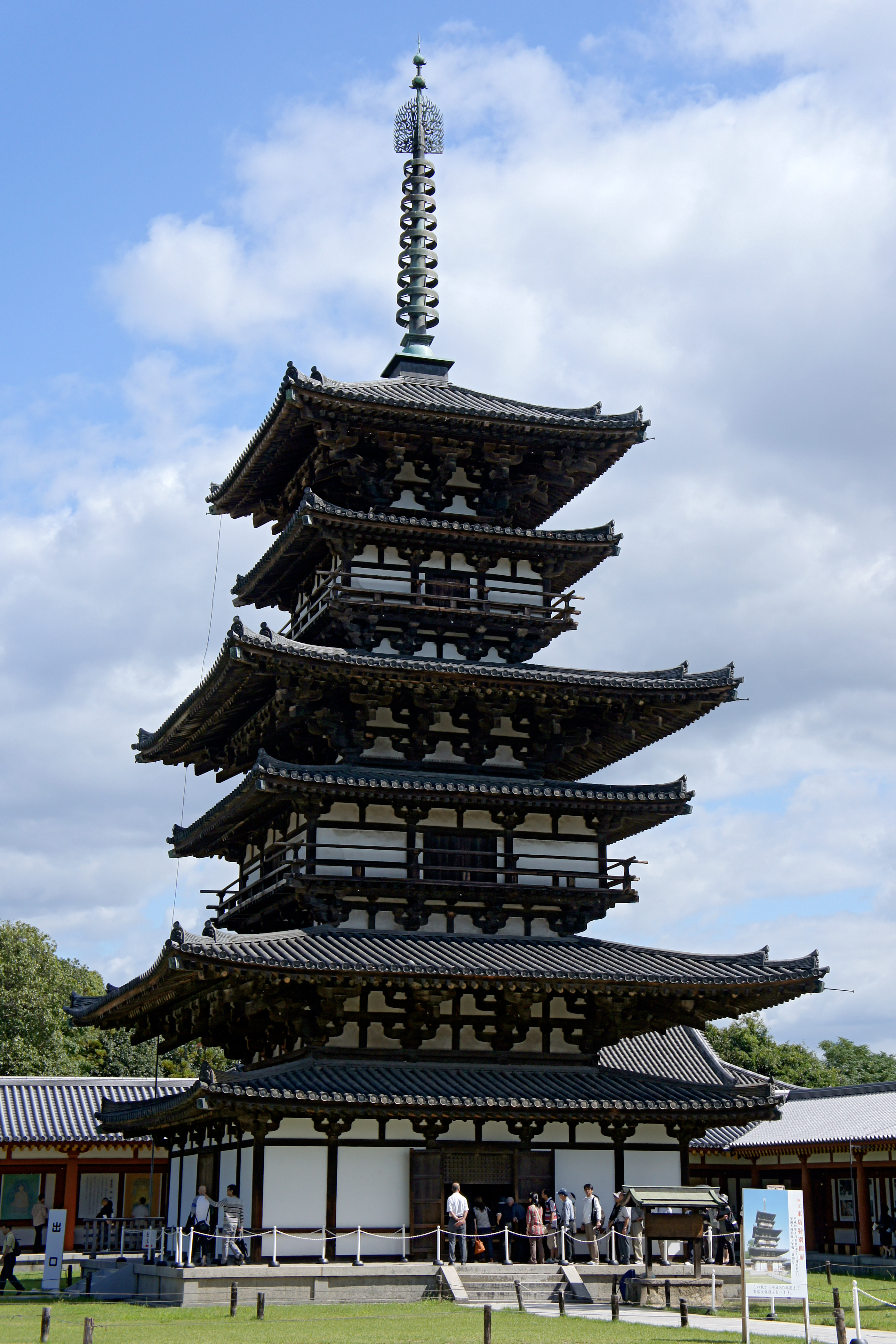
Yakushi-ji, Pagoda est

I tasōtō di legno sono pagode con un numero dispari di piani. Alcune potrebbero sembrare avere un numero pari a causa della presenza tra i piani di tetti pensati puramente per fini decorativi e chiamati mokoshi. Un esempio famoso è la pagoda orientale di Yakushi-ji, che sembra avere sei piani ma in realtà ne ha solo tre. Un altro è il tahōtō (vedi sotto), che ha un solo piano, più un mokoshi sotto il suo tetto, e sembra quindi avere due piani. Esistevano esemplari con sette o nove piani, ma tutti quelli esistenti ne hanno tre (e sono quindi chiamati) sanjū-no-tō (三重塔?, lett. pagoda a tre piani)) o cinque (e sono chiamate gojū-no-tō (五重塔?, lett. pagoda a cinque piani). Tanzan Jinja a Sakurai, Nara, ha una pagoda con tredici piani, che tuttavia per ragioni strutturali è classificata separatamente, e non è considerata una tasōtō. La più antica pagoda a tre piani si trova presso l'Hokki-ji di Nara e fu costruita tra il 685 e il 706. La più antica pagoda a cinque piani esistente appartiene a Hōryū-ji e fu costruita durante il periodo Asuka (538 -710). Il tasōtō in legno più alto appartiene a Tō-ji, Kyoto. Ha cinque piani ed è alta 54 m.

### Hōtō

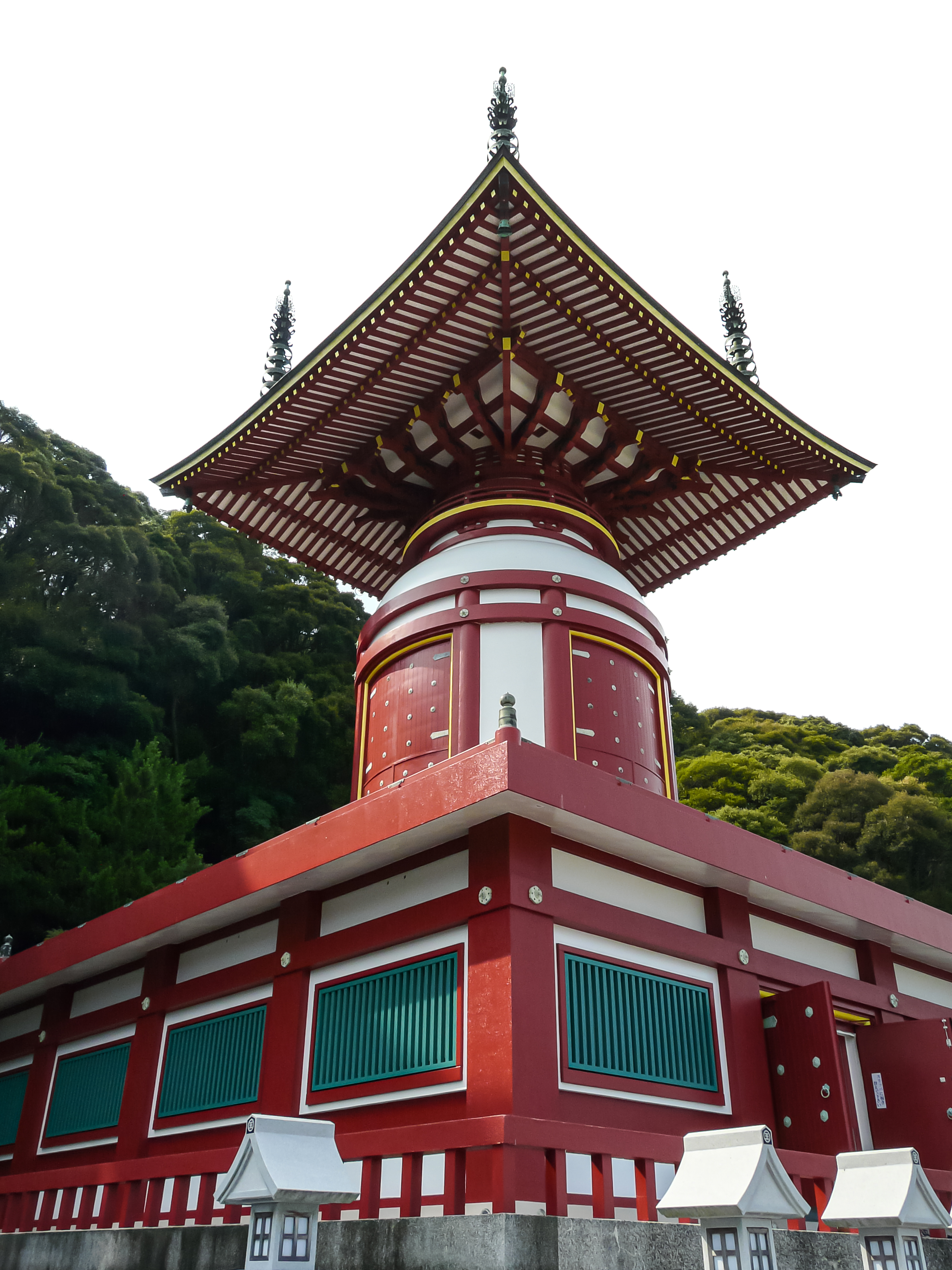
Un hōtō presso il Yakuō-ji, prefettura di Tokushima

Un hōtō in legno è un tipo raro di pagoda costituito da quattro parti: una bassa pietra di fondazione, un corpo cilindrico con una cima arrotondata, un tetto piramidale e un fastigio. A differenza del tahōtō che è simile (vedi la sezione sotto) non ha un tetto quadrato chiuso (mokoshi) attorno al suo nucleo cilindrico. Come il tahōtō prende il nome dalla divinità buddista Tahō Nyora. L'hōtō nacque durante il primo periodo Heian, quando le sette buddiste Tendai e Shingon arrivarono per la prima volta in Giappone.
C'erano molti hōtō a grandezza naturale, ma quasi solo quelli in miniatura sopravvivono, normalmente fatti di pietra e/o metallo. Un buon esempio di hōtō a grandezza naturale può essere visto all'Ikegami Honmon-ji di Nishi-magome, Tokyo. La pagoda è alta 17,4 metri e larga 5,7 metri.

### Tahōtō

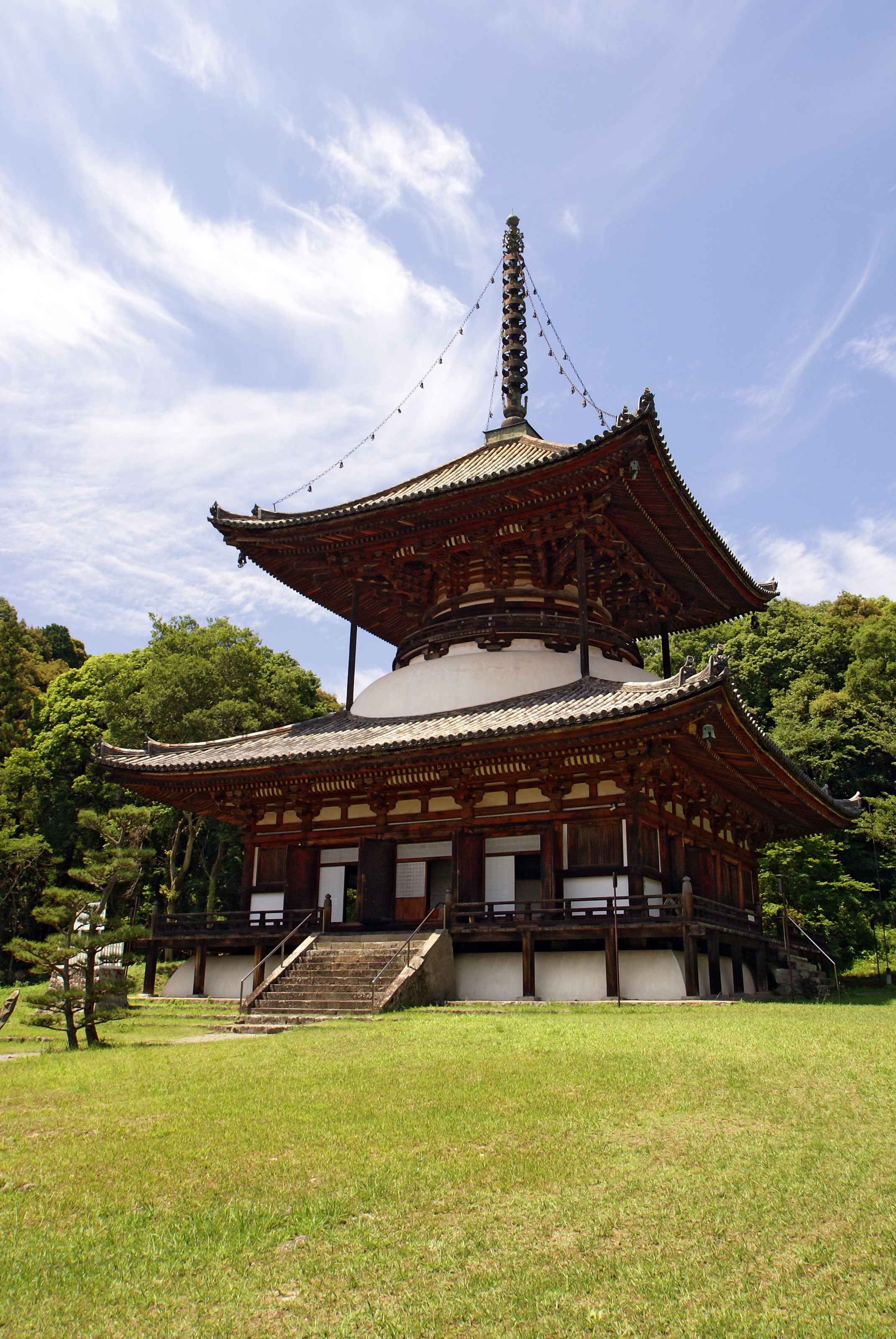
Daitō al Negoro-ji

Il tahōtō è un tipo di pagoda in legno unica per avere un numero pari di piani (due), la prima superficie con un nucleo arrotondato, la seconda circolare. Questo stile di tō fu creato circondando la base cilindrica di un hōtō (vedi sopra) con un corridoio quadrato coperto chiamato mokoshi. Il nucleo della pagoda ha un solo piano con il suo soffitto sotto il secondo piano circolare, che è inaccessibile. Come il tasōtō e il rōmon, nonostante il suo aspetto, offre quindi uno spazio utilizzabile solo al piano terra.
Poiché questo genere non esiste né in Corea né in Cina, si ritiene sia stato inventato in Giappone durante il periodo Heian (794 - 1185). Il tahōtō era abbastanza importante da essere considerato uno dei sette edifici indispensabili (il cosiddetto shichidō garan) di un tempio di Shingon. Lo stesso Kūkai è responsabile della costruzione del tahōto nel Kongōbu-ji del monte Kōya.

#### Daitō

La planimetria del daitō di Negoro-ji

Di solito la base di un tahōtō è 3-ken con quattro pilastri principali di supporto chiamati shitenbashira (四天柱?) ai lati (vedi disegno). La stanza nella forma di shitenbashira ospita un santuario dove sono custoditi i principali oggetti di culto (i gohonzon).
I più grandi tahōtō da 5x5 ken tuttavia esistono e sono chiamati daitō (大塔?, lett. pagoda grande) a causa delle loro dimensioni. Questo è l'unico tipo di tahōtō che mantiene la struttura originale con un muro che separa il corridoio (mokoshi) dal nucleo stesso. Questo tipo di pagoda era comune ma, di tutti i daitō mai costruiti, solo tre sono ancora esistenti. Uno è al Negoro-ji della prefettura di Wakayama, un altro allo Kongōbu-ji, di nuovo a Wakayama, e l'ultimo a Kirihata-dera, prefettura di Tokushima. Il daitō di Kongōbu-ji fu fondato da Kūkai della setta di Shingon. L'esemplare trovato a Negoro-ji è alto 30,85 metri ed è un tesoro nazionale.

### Sotōba
Spesso strisce di legno per offerte con cinque suddivisioni coperte con elaborate iscrizioni chiamate sotōba (卒塔婆?) possono essere trovati nelle tombe dei cimiteri giapponesi. Le iscrizioni contengono sūtra e il nome postumo della persona morta. Il loro nome deriva dal sanscrito stupa, e possono anche essere considerati pagode.

## Galleria d'immagini

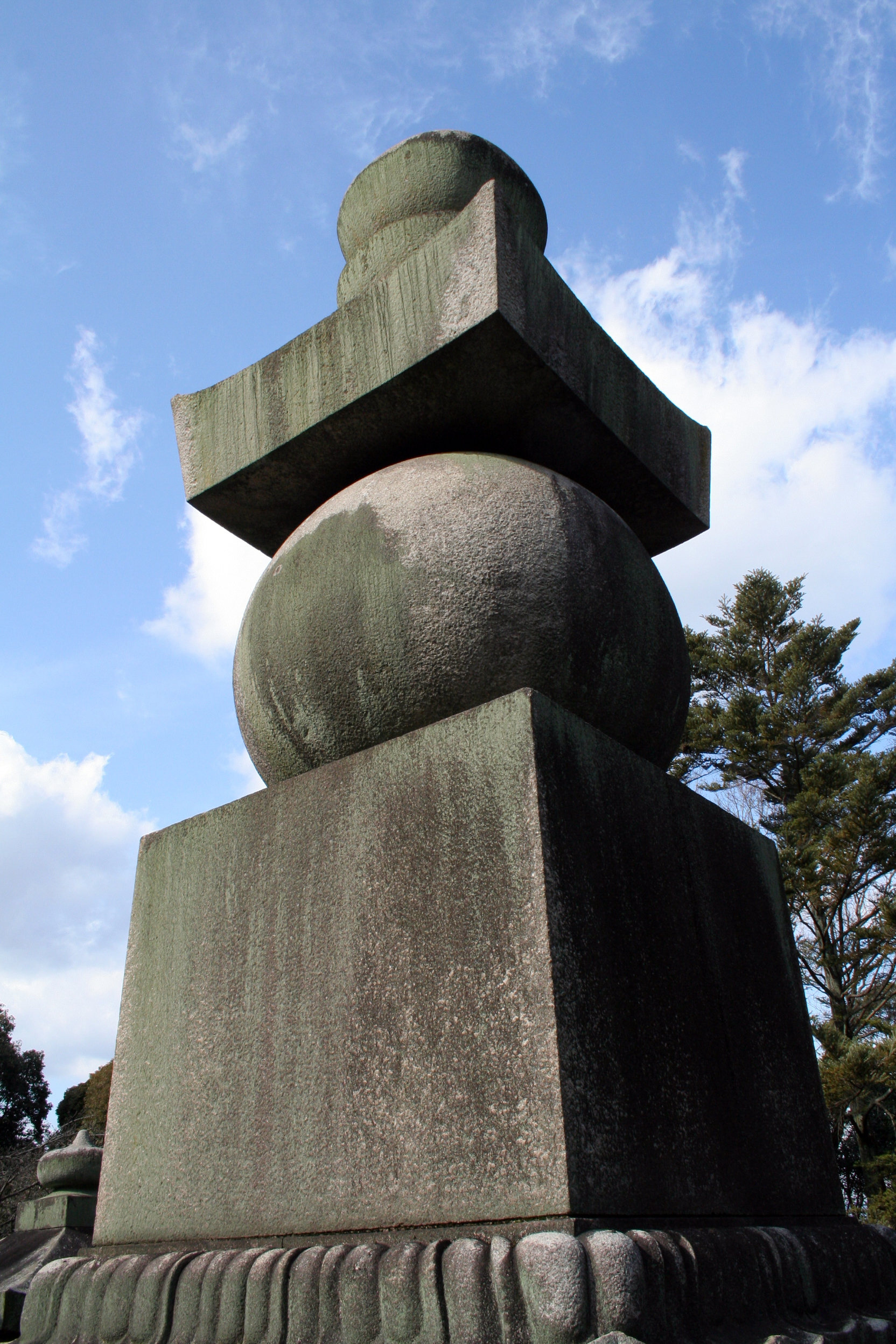
Un gorintō
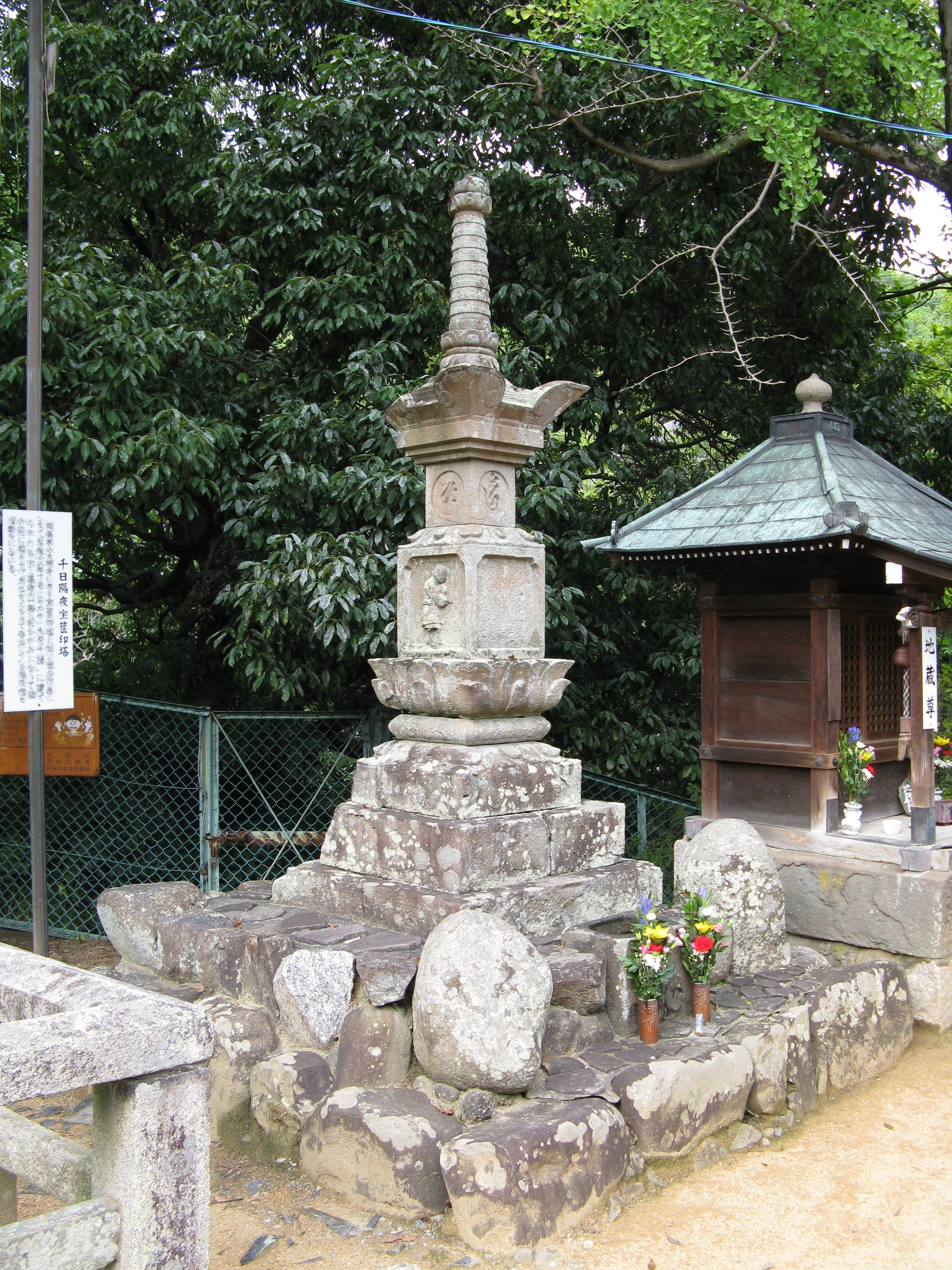
Un hōkyōintō
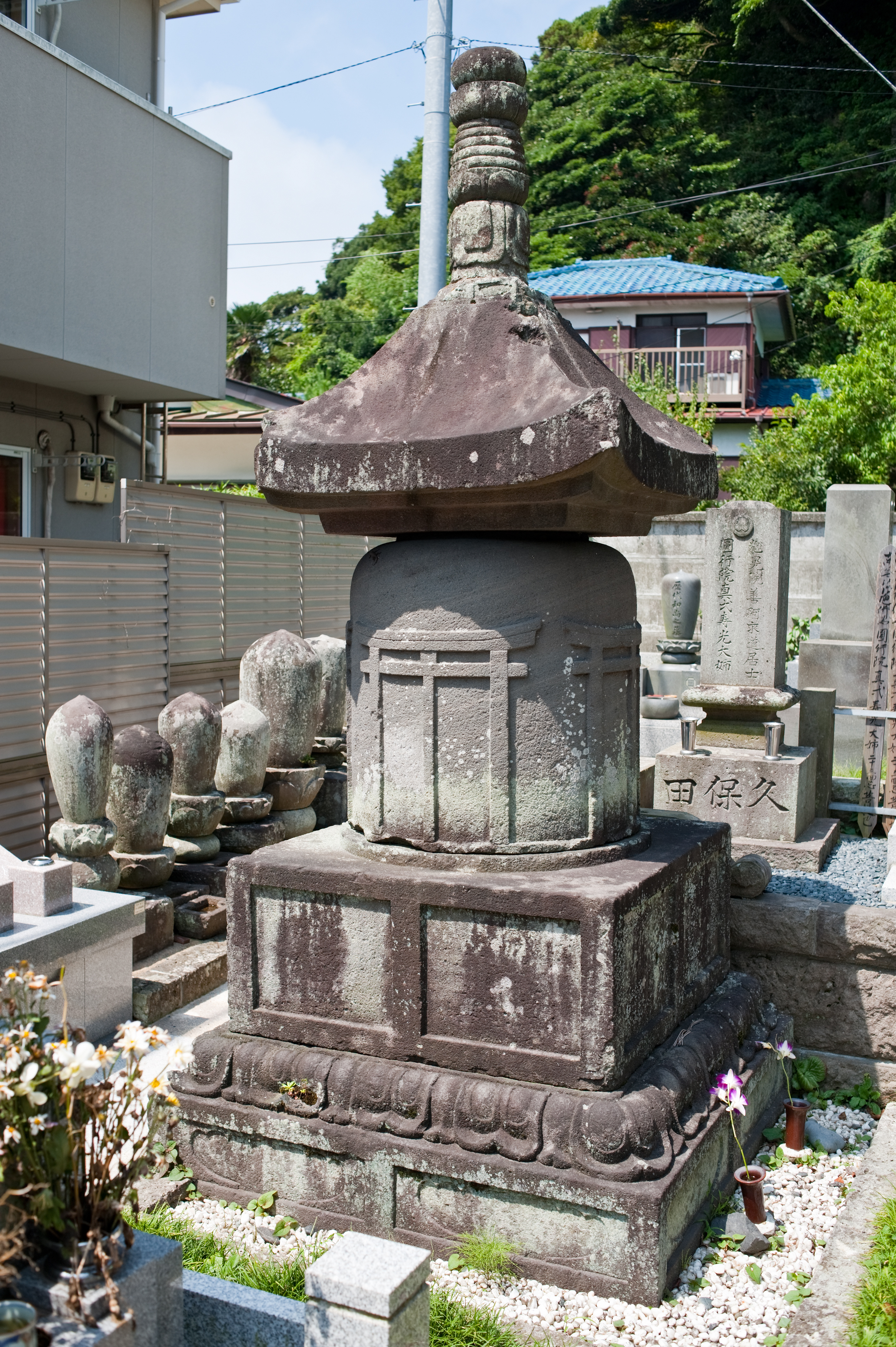
Un hōtō
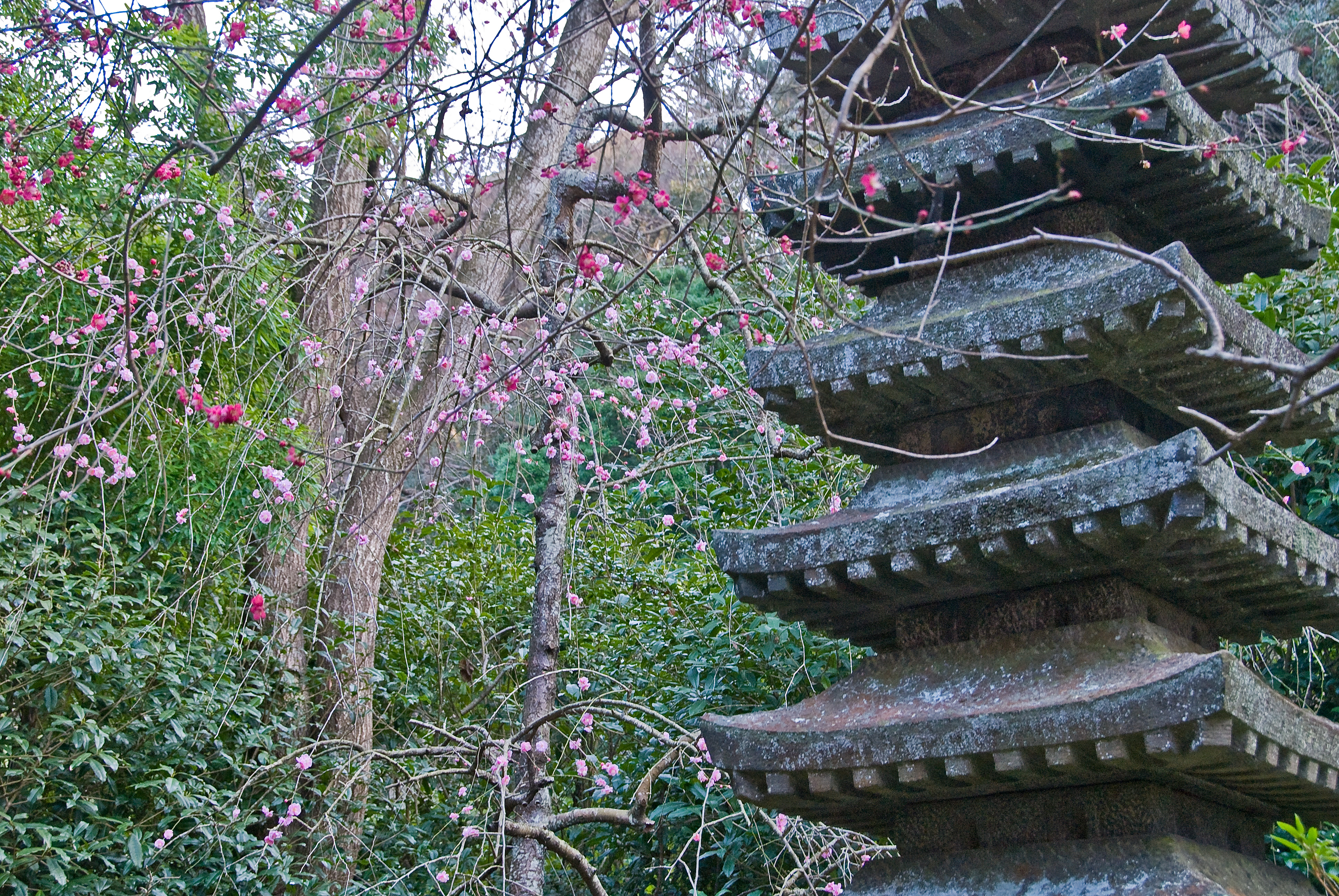
Un tasōtō in pietra
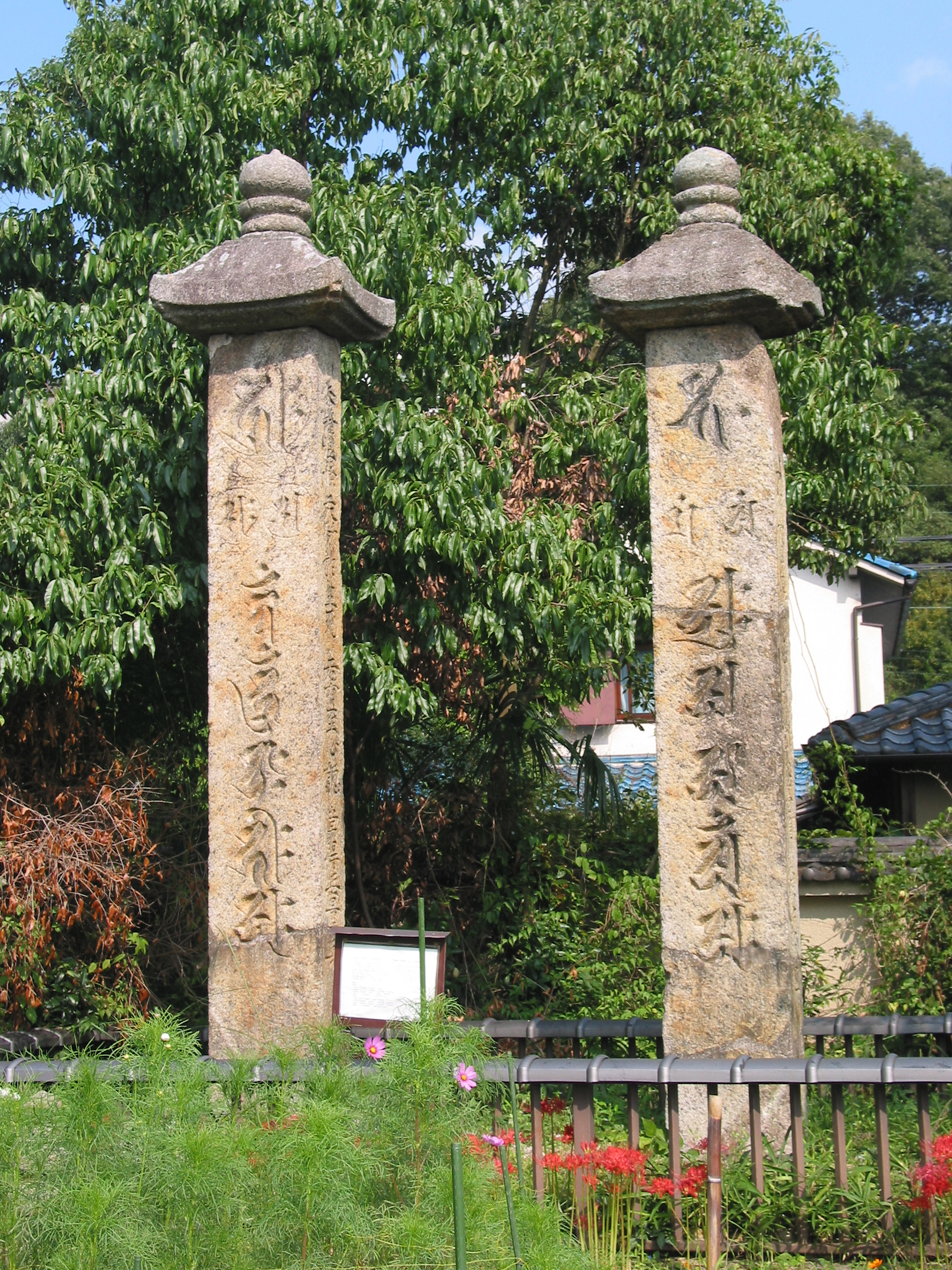
Due kasatōba al Hannya-ji, Nara
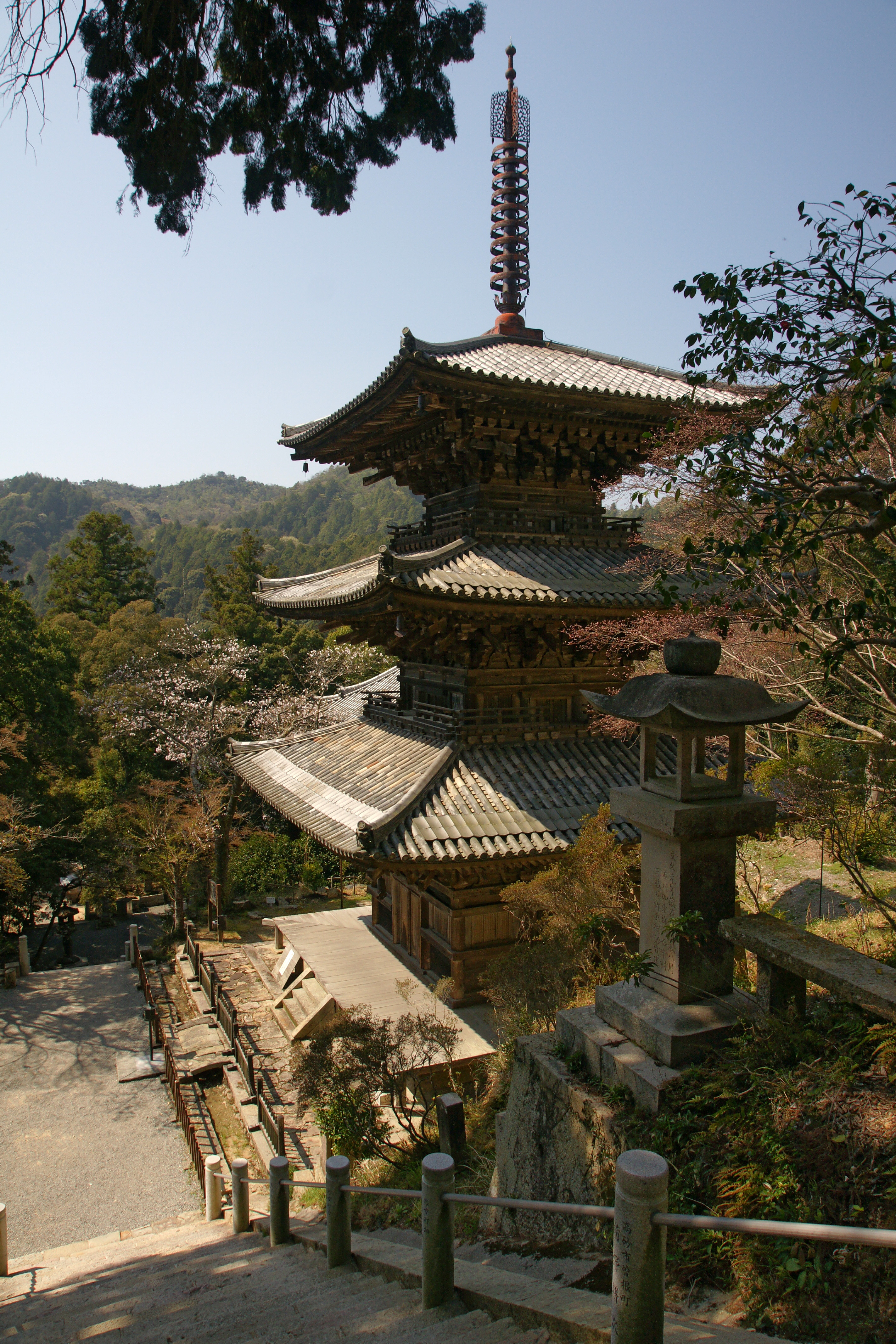
Sanjū-no-tō del Ichijō-ji (pagoda a tre piani). Fu costruito nel 1171.
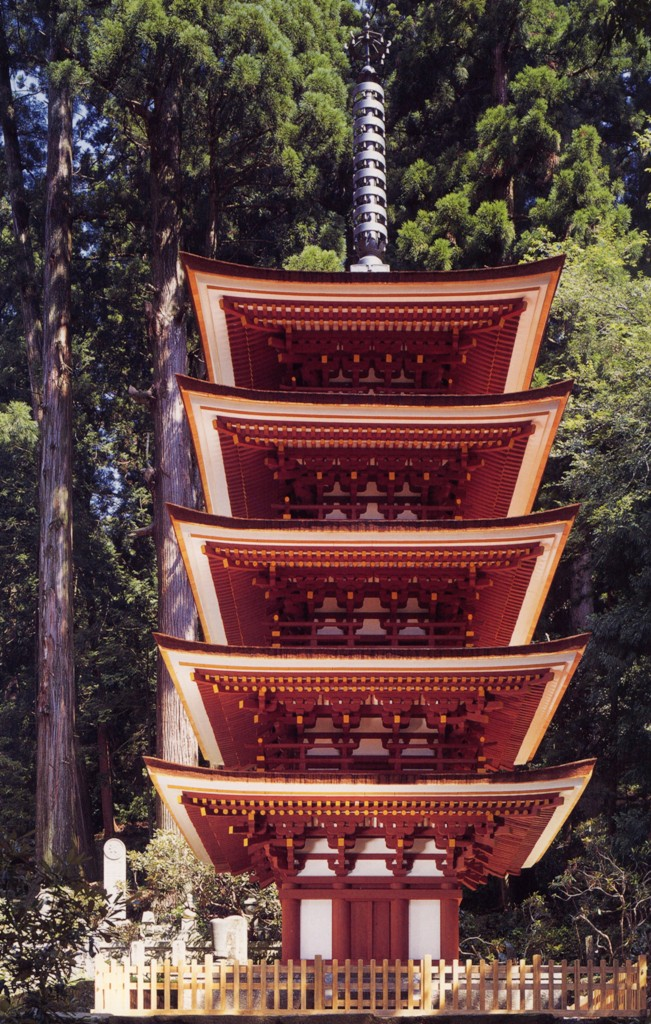
Il gojū-no-tō (pagoda a cinque piani) del Murō-ji. Fu costruita nell'800.
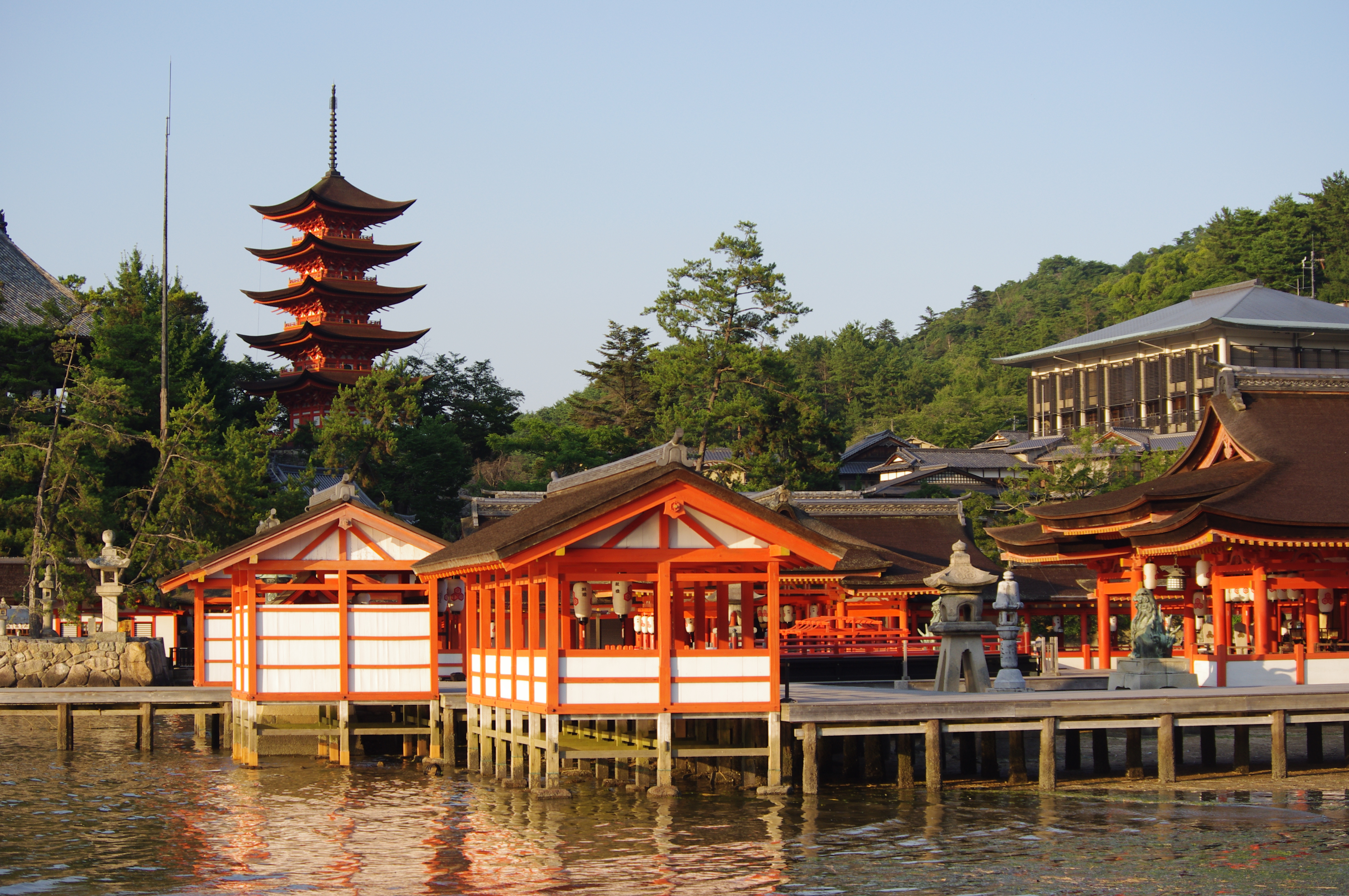
La pagoda del santuario shintoista di Itsukushima
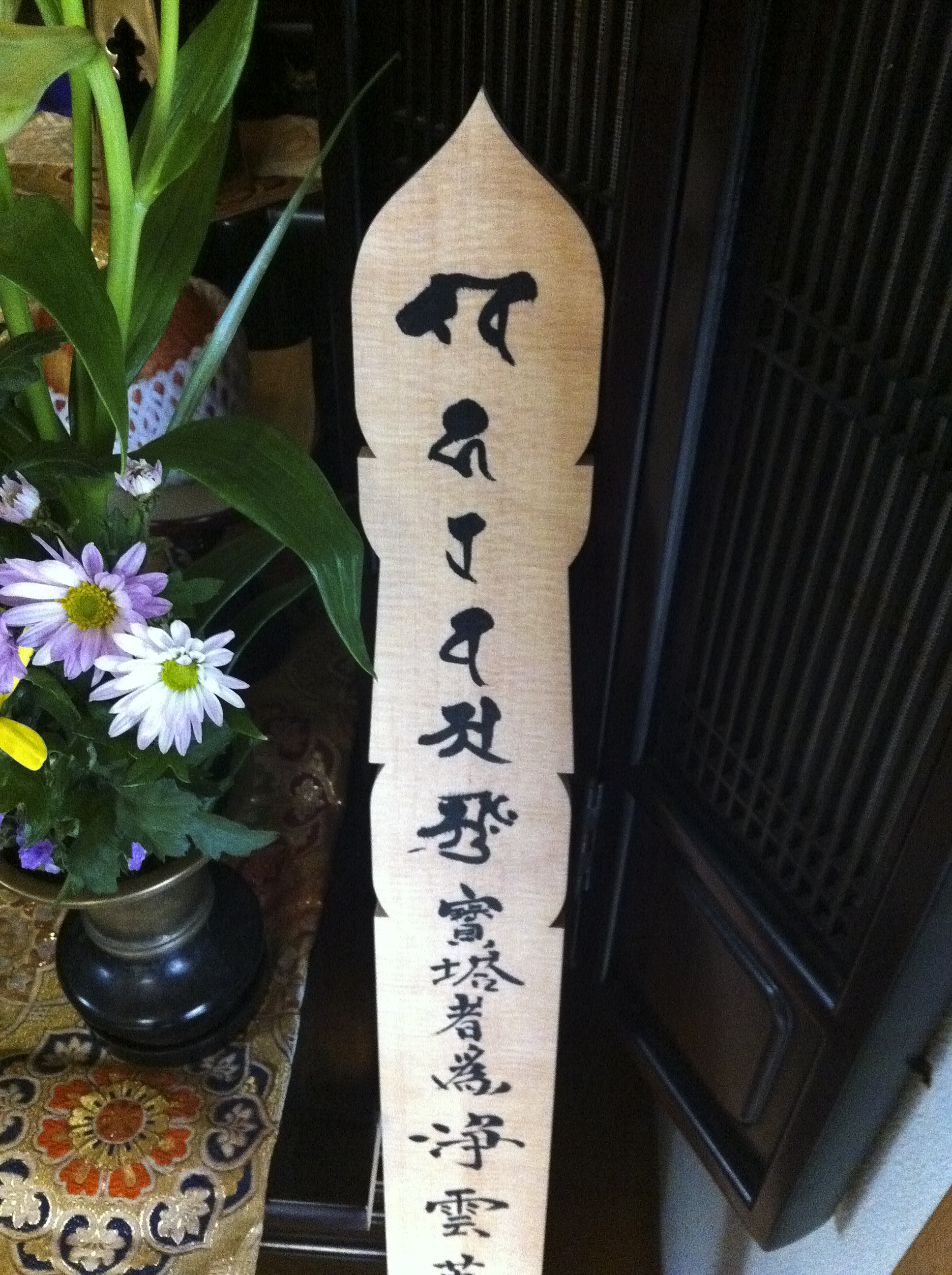
Un sotōba. Chiaramente visibile è la divisione in cinque sezioni
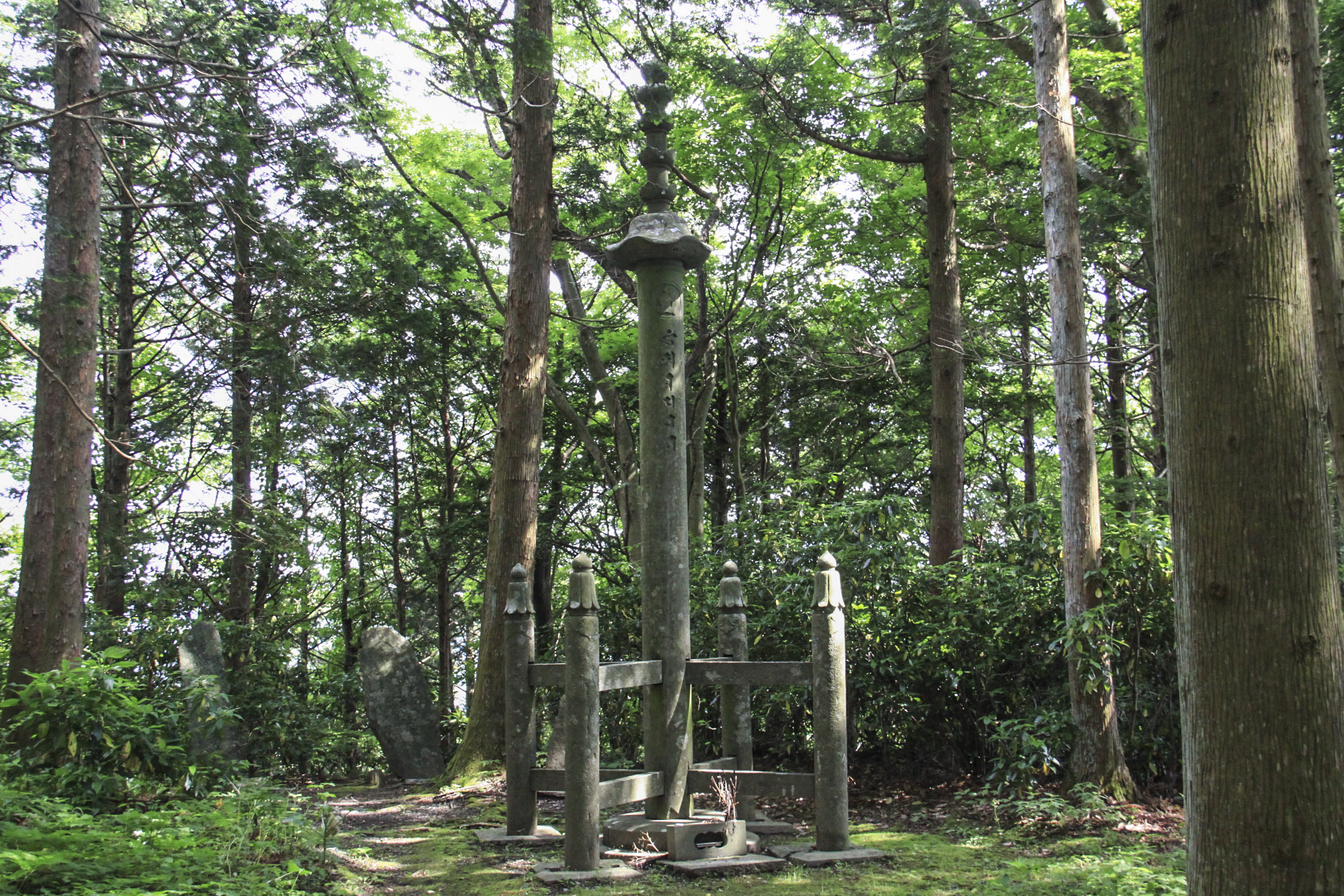
Un sorintō